# زي

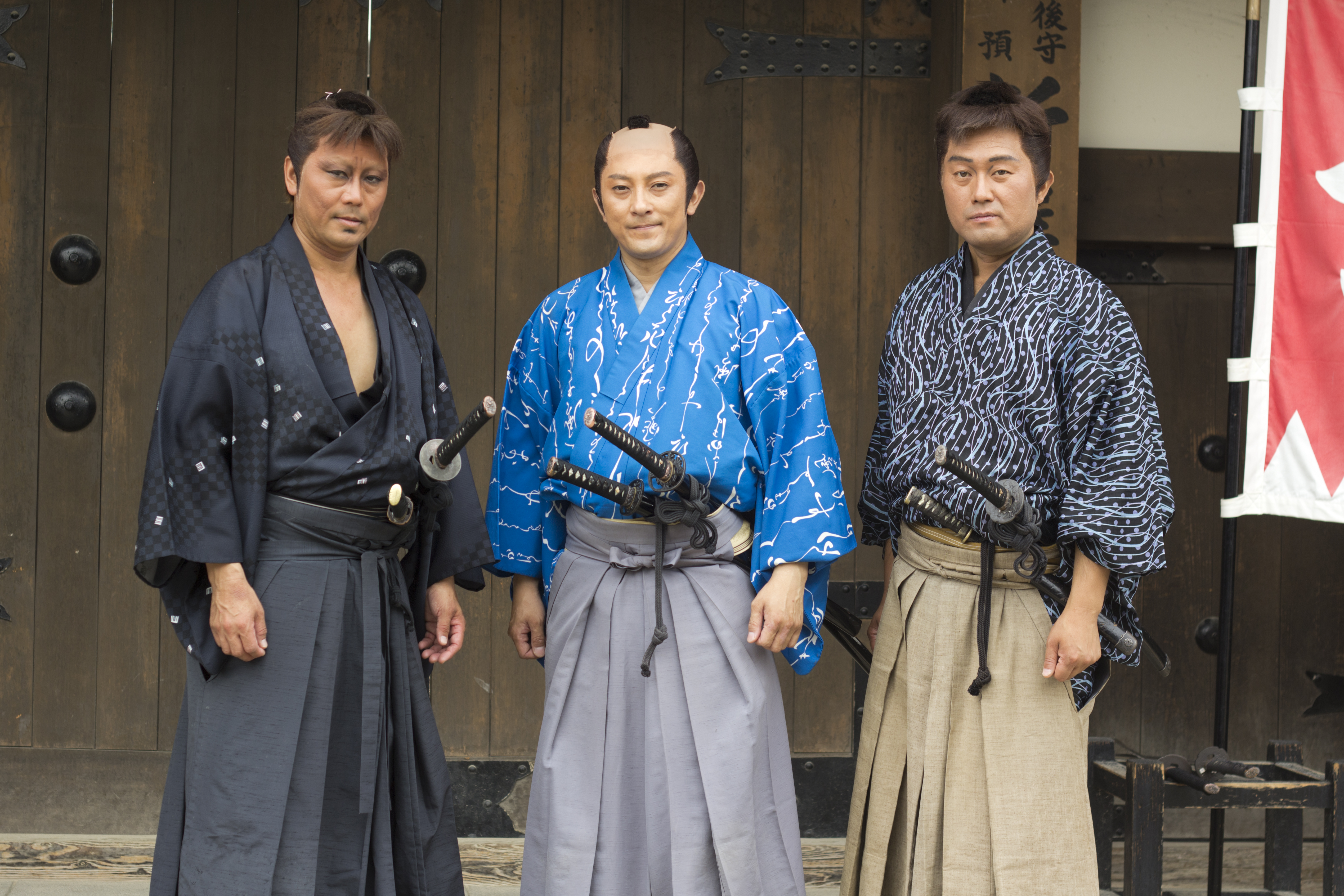
أزياء مختلفة

الزي (بالإنجليزية: Costume)‏ هو الأسلوب المميز في ارتداء الملابس و/أو المكياج لفرد أو مجموعة تعكس الطبقة أو الجنس أو المهنة أو العرق أو الجنسية أو النشاط أو العصر - باختصار، الثقافة.
كما استخدم المصطلح تقليديًا لوصف الملابس المناسبة النموذجية لأنشطة معينة، مثل زي ركوب الخيل، وزي السباحة، وزي الرقص، وزي المساء. الزي المناسب والمقبول يخضع للتغييرات في الموضة والمعايير الثقافية المحلية.
"لكن السمور يُرتدى أكثر في العربات، مبطنًا بدانتيل حقيقي فوق ساتان عاجي، ويُرتدى فوق بعض الأزياء الأنيقة المناسبة لحفل استقبال بعد الظهر." رسالة امرأة من لندن (23 نوفمبر 1899).
تم استبدال هذا الاستخدام العام تدريجيًا بمصطلحات "الزي" أو "الملابس" أو "العباءات" أو "الملابس" وأصبح استخدام "الزي" أكثر اقتصارًا على الملابس غير العادية أو القديمة والملابس المقصود منها استحضار تغيير في الهوية، مثل الأزياء المسرحية وأزياء الهالوين وأزياء التعويذة.
قبل ظهور الملابس الجاهزة، كانت الملابس تُصنع يدويًا. وعندما كانت تُصنع للبيع التجاري، كانت تُصنع حتى بداية القرن العشرين بواسطة "مصممي الأزياء"، وغالبًا ما كانوا من النساء اللاتي يديرن أعمالًا تلبي الطلب على الأزياء النسائية المعقدة أو الحميمة، بما في ذلك صناعة القبعات النسائية والكورسيهات.